# Parinari excelsa
Parinari excelsa is een plantensoort uit de familie Chrysobalanaceae. Het is een snelgroeiende en groenblijvende boom met een dichte ronde of plat uitlopende kroon. De boom wordt meestal tot 45 meter hoog, maar kan soms wanneer het onder barre omstandigheden groeit een groeihoogte van maar 8 meter bereiken. De stam heeft een diameter van tussen 40 en 50 centimeter en kan plankwortels hebben. De bruinkleurige vrucht is een ellipsoïde steenvrucht met een wratachtig oppervlak. Deze vrucht bevat olierijke zaden. De soort staat op de Rode Lijst van de IUCN geklasseerd als 'niet bedreigd'.
De soort komt voor in twee werelddelen, in tropisch Amerika en tropisch Afrika. In tropisch Amerika komt de soort voor in Costa Rica en verder in tropisch Zuid-Amerika en in tropisch Afrika komt de soort voor van in Senegal tot in Kenia en verder zuidwaarts tot in Angola en Mozambique. Hij groeit in regenwouden, kustbossen, moerasbossen en in moerassige laagtes in rijstvelden. In de Guyana's komt de soort voor in hooggelegen regenwouden.
De vruchten zijn eetbaar en de smaak doet denken aan avocado. In sommige gebieden wordt de pulp gefermenteerd tot een alcoholische drank die bekend staat als dhiaou en kounangui. Hiervoor wordt de gefermenteerde pulp geëxtraheerd met water. Vervolgens wordt deze zoete vloeistof gefilterd, gekookt om het te concentreren en vervolgens gefermenteerd. De zaden van de vrucht worden gebraden en vermengd worden met ander voedsel. Verder kan uit de zaden een vet gewonnen worden die snel ranzig wordt. 
Verder hebben delen van de boom een medicinale werking. Een afkooksel van de bast wordt gebruikt bij de behandeling van bloedarmoede. Verder wordt de bast ook gestampt, gemacereerd en gekauwd om vervolgens aangebracht te worden op verse wonden, vooral bij besnijdenis. Wortelafkooksels worden bereid om te gebruiken bij wasbeurten, baden, massages en ontsmettingen.
De zaadschil en het vruchtvlees van de vrucht leveren een kleurstof op. Het hout wordt naar Europa verzonden waar het wordt gebruikt om eikenhout te vervangen. Van dit hout worden meubels en gereedschapshandvatten gemaakt.